# Copa Uruguay 2024
La Copa Uruguay 2024 è stata la 3ª edizione della Coppa nazionale uruguaiana. È iniziata il 10 agosto 2024 e si è conclusa il 6 dicembre 2024. Il Defensor Sporting, che era la squadra campione in carica, si è riconfermata campione per la terza volta consecutiva.

## Ottavi di finale
| Squadra 1              | Risultato       | Squadra 2         |
| ---------------------- | --------------- | ----------------- |
| Plaza Colonia          | 1 – 0           | Piriápolis        |
| 18 de Julio            | 3 – 2           | Rincón            |
| Ferro Carril           | 1 – 1 (4-3 dtr) | Melo Wanderers    |
| Juventud               | 0 – 2           | Albion            |
| Villa Española         | 0 – 2           | Boston River      |
| Defensor Sporting      | 1 – 0           | Racing Montevideo |
| Nacional               | 4 – 0           | Durazno           |
| Montevideo City Torque | 5 – 1           | Río Negro City    |

## Quarti di finale
| Squadra 1              | Risultato | Squadra 2     |
| ---------------------- | --------- | ------------- |
| Albion                 | 0 – 2     | Boston River  |
| Montevideo City Torque | 4 – 0     | 18 de Julio   |
| Nacional               | 4 – 0     | Plaza Colonia |
| Defensor Sporting      | 6 – 0     | Ferro Carril  |

## Semifinali
| Squadra 1    | Risultato | Squadra 2              |
| ------------ | --------- | ---------------------- |
| Nacional     | 4 – 0     | Montevideo City Torque |
| Boston River | 0 – 1     | Defensor Sporting      |

## Finale
| Squadra 1 | Risultato       | Squadra 2         |
| --------- | --------------- | ----------------- |
| Nacional  | 2 – 2 (1-3 dtr) | Defensor Sporting |